# زک دین
زک دین (به انگلیسی: Zach Dean) فیلم‌نامه‌نویس و تهیه‌کننده فیلم آمریکایی است که بیشتر برای نویسندگی فیلم‌های؛ سقوط مرگبار (۲۰۱۲)، ۲۴ ساعت تا زنده‌ماندن (۲۰۱۷)، جنگ فردا (۲۰۲۱)، فست اکس (۲۰۲۳)، تنگنا (۲۰۲۵) و نوشیدنی روزانه (۲۰۲۶) شناخته می‌شود.